# 다비드 바분스키
다비드 바분스키(마케도니아어: Давид Бабунски, 1994년 3월 1일 스코페 ~ )는 마케도니아 공화국의 축구 선수로 포지션은 공격수이다. 현재 헝가리 넴제티 버이녹샤그 I의 메조코베스트 조리 FC와 마케도니아 공화국 대표팀에서 뛰고 있다.

## 가족
바분스키의 아버지인 보반 바분스키는 현재 마케도니아 공화국 U-21 대표팀 코치로 활약중이고 그의 동생 도리안 바분스키는 레알 마드리드 CF 아카데미에서 활약하고 있다.

## 대표팀 경력
2013년 8월 14일 바분스키는 스코페에서 열린 불가리아와의 친선경기(마케도니아 공화국이 2-0으로 승리함)에서 데뷔하였다.